# Eva Wilms
Eva Wilms (née le 28 juillet 1952 à Essen) est une athlète allemande spécialiste des épreuves combinées et du lancer du poids.
Le 14 mai 1977, à Göttingen, Eva Wilms établit un nouveau record du monde du pentathlon avec 4 765 points dans un nouveau format de l'épreuve où le 800 m remplace le 200 m. Elle améliore son record du monde le 18 juin 1977 à Bernhausen en totalisant 4 823 points.
Elle remporte la médaille de bronze du lancer du poids aux championnats d'Europe d'athlétisme en salle 1977 et 1978, ainsi que la médaille d'argent en 1980. En 1980, elle remporte le concours du lancer du poids de la Coupe d'Europe des nations, à Helsinki.
Elle se classe sixième du lancer du poids lors des championnats d'Europe 1978, et septième des Jeux olympiques d'été de 1976. 
Elle est élue personnalité sportive allemande de l'année en 1977.